# John Otterbein Snyder
John Otterbein Snyder, född den 14 augusti 1867 i Butler, Indiana, död den 19 augusti 1943 i Palo Alto, Kalifornien, var en amerikansk iktyolog och professor i zoologi vid Stanford University.
Auktorsnamnet Snyder kan användas för John Otterbein Snyder i samband med ett vetenskapligt namn inom zoologin; se Wikipedia-artiklar som länkar till auktorsnamnet.